# 熙德猪笼草
熙德猪笼草（学名：Nepenthes cid）是菲律宾特有的的热带食虫植物。其仅分布于棉兰老岛布基农省海拔约770米处，并为以附生的方式生活。
该物种属于非正式的“小瓮猪笼草组”，其还包括分布于棉兰老岛东北部的源小猪笼草（N. abgracilis）及分布于棉兰老岛东南部的小瓮猪笼草（N. micramphora）。
其种加词“cid”来源于菲律宾大学标本馆的F·熙德（F. Cid），其在1952年采集到了熙德猪笼草的模式标本。

## 扩展阅读
维基共享资源上的相關多媒體資源：熙德猪笼草
 維基物種上的相關：熙德猪笼草